# 창원 삼정자동 마애여래좌상
창원 삼정자동 마애여래좌상(昌原 三亭子洞 磨崖如來坐像)은 대한민국 경상남도 창원시 성산구 삼정자동의 자연 암반에 새겨진 마애불이다. 1979년 5월 2일 경상남도의 유형문화재 제98호로 지정되었다.

## 개요
경상남도 창원시 삼정자동의 자연 암반에 새겨진 마애불이다.
머리에는 상투 모양의 머리묶음이 솟아 있고, 얼굴은 풍화가 심해 거의 알아 볼 수 없다. 양 어깨에 걸친 옷의 표현은 자세히 살필 수 없으나, 무릎을 덮으며 대좌까지 흘러내려 덮고 있는 것으로 보인다. 왼손은 무릎 위에 두고 오른손은 무릎 위에 올려 손끝이 땅을 가리키고 있다.
대좌(臺座) 위에는 3겹의 U자형 주름을 새겨 물결무늬를 표현하였는데, 이런 표현은 형식적이지만 독특한 모습이다. 몸 뒤의 광배(光背)에는 아무런 장식없이 머리와 신체 부분에 선으로만 표시하고 있다.
광배와 대좌를 모두 갖춘 조각수법이 뛰어난 작품이지만, 전체적으로 훼손이 심한 편이다. 여러 가지 조각수법을 고려할 때 통일신라시대에 만들어진 것으로 추정된다.

## 참고 문헌
- 창원 삼정자동 마애여래좌상 - 국가유산청 국가유산포털